# Галатасарай (спортивное общество)
«Галатасара́й» (тур. Galatasaray Spor Kulübü или Galatasaray S.K., от Галата + saray,  «дворец») — турецкий спортивный клуб из Стамбула, объединяет в себе спортивные секции баскетбола, волейбола, водного поло, гребли, плавания, легкой атлетики, мотоспорта, и других видов, а также известной в спортивном мире футбольной команды.

## История клуба
Клуб был создан в 1905 году при Галатасарайском лицее (высшее учебное заведение, основанное в 1481 году, первоначально носившее название «Императорская школа Галатского дворца»), как футбольный клуб, состоящий из игроков-учащихся лицея.
Первым президентом клуба стал Али Сами Ен. Считается, что название клуба появилось после первого же выигранного матча с командой другого учебного заведения. Первое время «Галатасарай» не был зарегистрирован как организация, поскольку в Турции не было отрегулированного спортивного законодательства. С 1912 года после принятия соответствующего положения клуб стал существовать на законной основе.

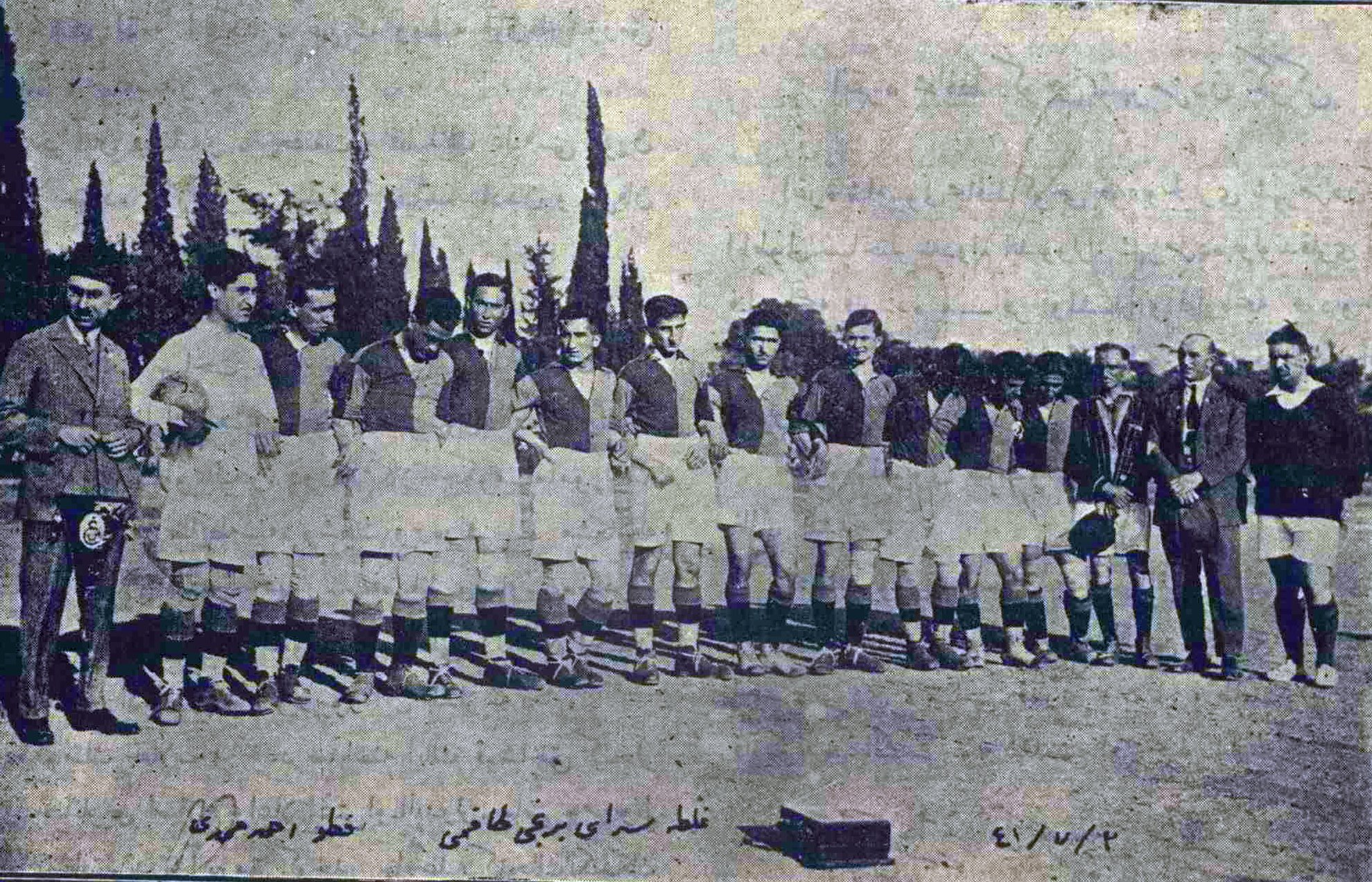
Фотография футбольной команды в журнале Gol Spor (1925 год)

Первоначальные цвета клуба были красный и белый — цвета флага Турции. Затем их изменили на жёлтый и тёмно-синий, а в 1908 году выбрали жёлтый и красный, которые клуб носит по сей день.